# Sommergården
Sommergården (også kalt Svaneapoteket) er en bygård i Kongens gate 14b ud til Torvet i Midtbyen i Trondheim. Den blev opført som privatbolig for hofagent og apoteker Otto Sommer i perioden 1774– 1777, efter hvem den har navn. Gården blev kraftig ombygget i perioden 1832–1835 for apoteker Christian Fredrik Møllerop, som flyttet Svaneapoteket hertil.
I juni 2023 ophørte apoteksdriften i Sommergården.